# Макела, Пол Скотт
Пол Скотт Макела (англ. P. Scott Makela, 6 февраля 1960, Сент-Пол, Миннесота, США — 7 мая 1999, Понтиак, Мичиган, США) — типограф, дизайнер и художник. Известен как разработчик постмодернистского шрифта Dead History, выпущенного агентством Emigre, который сочетал в себе черты округлого шрифта без засечек и винтажного неоклассического шрифта с засечками.

## Биография
Скотт Макела родился в Сент-Поле, штат Миннесота. Окончил Колледж искусств и дизайна Миннеаполиса в 1985 году. Создал много работ в области графического дизайна, кино и музыке в стиле «индастриал соул» до своей внезапной смерти в возрасте 39 лет в мае 1999 года. Макела создавал визуально агрессивные работы для таких клиентов, как Apple, Rossignol, Nike и Sony как коммерческий дизайнер, однако имел свой отличительный личный стиль. Такие проекты, как Scream Майкла Джексона и названия фильмов для оригинального Бойцовского клуба, стали определяющими для формирования нового постмодернистского стиля в графическом дизайне, наряду с работами таких современников, как Эйприл Грейман и Дэвид Карсон.
В 1996 году Скотт Макела и его жена Лори Хейкок стали постоянными дизайнерами и содиректорами аспирантуры по графическому дизайну в Академии искусств Крэнбрука в Мичигане, где они также руководили своей студией Words + Pictures for Business + Culture. Вместе с писателем Льюисом Блэкуэллом они создали Whereishere (Ginko Press) «беспрецедентную концепцию печатного веб-сайта, которая отошла от ортодоксального подхода к пониманию двумерного дизайна». Будучи увлеченным сноубордистом и маунтинбайкером, Макела олицетворял и выражал американскую молодёжную культуру начала 1990-х годов.
Макела умер от эпиглоттита в 1999 году. Некролог Макелы был написан критиком дизайна Стивеном Хеллером для New York Times. Графический дизайн Макелы был представлен в дизайнерских журналах по всему миру, включая Eye magazine (№ 12, том 3, 1994). Скотт и его жена были соучредителями известной дизайнерской премии AIGA в 2000 году.
В 2013 году Лори Хейкок Макела представила книгу «Мертвая история: эпоха, шрифт и история любви» (англ. Dead History: an era, a typeface and a love story) о своем покойном муже и их совместной работе в Колледже искусств и дизайна Миннеаполиса и Академии искусств Крэнбрука.

## Творчество
С развитием популярности персональных компьютеров в середине 1980-х годов Макела был одним из первых дизайнеров, кто начал практиковать специальные графические редакторы, такие как Photoshop и Adobe Illustrator. В результате он создал своеобразную, оригинальную и весьма противоречивую эстетику дизайна. Современные исследователи причисляют творчество Скотта Макелы к постмодернизму, считая его одним из пионеров этого стиля. В частности, его кардинальное переосмысление модернистского дизайна — синонимам современного корпоративного графического дизайна — вызвало много споров среди влиятельных дизайнеров старой гвардии, таких как Массимо Виньелли, Пол Рэнд и Генри Вулф.